# Ricordi?
Pour les articles homonymes, voir Ricordi.
Pour plus de détails, voir Fiche technique et Distribution.
Ricordi? est un film italien réalisé par Valerio Mieli, sorti en 2018.

## Synopsis
L’histoire sentimentale et intime de deux personnes, à la fois différentes et semblables, qui voyagent tout en se souvenant du souvenir de leur expérience, de leur rencontre et de leur être ensemble, où le passé est le miroir et le créateur du présent.

## Fiche technique
- Réalisation : Valerio Mieli
- Scénario : Valerio Mieli
- Musique originale :
- Photographie : Daria D'Antonio
- Montage : Desideria Rayner
- Décors : Mauro Vanzati
- Société de distribution : BiM Distribuzione
- Pays de production :  Italie et  France
- Langue originale : italien
- Genre : drame, romance
- Dates de sortie :
  - Italie : 4 septembre 2018 (Mostra de Venise 2018) ; 21 mars 2019 (sortie nationale)
  - France : 31 juillet 2019

## Distribution
- Luca Marinelli : Paolo
- Linda Caridi : Ginevra
- Giovanni Anzaldo : Marco
- Camilla Diana :
- David Brandon :
- Benedetta Cimatti :
- Andrea Pennacchi :

## Distinctions

### Récompenses
- Prix FEDIC (Federazione Italiana dei Cineclub), mention spéciale
- Prix du public BNL Gruppo BNP Paribas
- NuovoImaie Talent Award, à Linda Caridi

### Sélections
- Mostra de Venise 2018 : sélection en section Giornate degli Autori / Venice Days .
- Festival du film italien de Villerupt 2018 : sélection en compétition.